# Return to Castle Wolfenstein
Return to Castle Wolfenstein je střílečka z pohledu první osoby, kterou vydala společnost Activision 20. listopadu 2001 pro osobní počítače s Microsoft Windows; postupně se vydání dočkaly také verze pro PlayStation 2, Xbox, Linux a Macintosh. Hra slouží jako remake a reboot herní série Wolfenstein. Vyvinulo ji studio Gray Matter Interactive a Nerve Software, jež pracovalo na multiplayeru. Studio id Software, tvůrce hry Wolfenstein 3D, dohlíželo na vývoj a v titulcích bylo označeno jako vedoucí producent. Multiplayer se nakonec stal nejpopulárnější částí hry a ovlivnil samotný žánr. Studio Splash Damage vytvořilo několik map pro Game of the Year edici. Pokračování s názvem Wolfenstein bylo vydáno 18. srpna 2009.
Příběh je zasazen do období 2. světové války, konkrétně do roku 1943. Hráč se ujímá role spojeneckého agenta B. J. Blazkowicze a postupně odkrývá tajné projekty nacistického Německa související s výzkumy paranormálních jevů a biotechnologií. Ačkoliv je příběh smyšlený, ve hře je možné potkat několik postav inspirovaných skutečností. Většina použitých zbraní vychází ze skutečných zbraní používaných ve 2. světové válce.
Return to Castle Wolfenstein bylo vydáno v roce 2002 pro osobní počítače se systémy Linux a Macintosh. Na portu pro Linux pracoval Timothee Besset a port pro Macintosh vytvořila společnost Aspyr Media. V roce 2003 vyšly porty pro herní konzole PlayStation 2 a Xbox; první z nich dostal podnázev Operation Resurrection a druhý Tides of War. Do obou her pro konzole byla přidána singleplayerová prequelová mise odehrávající se v Egyptě. Verze pro PlayStation 2 obsahuje bonusový mechanismus pro nákup předmětů a nepodporuje online multiplayer. Verze pro Xbox obsahuje tajné bonusy a nové předměty, zbraně a nepřátele. Podporuje kooperaci dvou hráčů a stahovatelný obsah a podporoval také online multiplayer prostřednictvím Xbox Live předtím, než byl pro původní Xbox hry ukončen. Hra vyšla pro Xbox také v edici Platinum Hits.
Dne 12. srpna 2010 byly zveřejněny zdrojové kódy her Return to Castle Wolfenstein a Enemy Territory pod veřejnou licencí GNU v3.0. Krátce nato oznámili tvůrci enginu ioquake3 z icculus.org své další projekty, které budou vycházet právě z těchto kódů. Dne 15. října 2020 byl na službě Steam vydán bezplatný komunitní mod zvaný RealRTCW, jenž vylepšuje vizuální a zvukovou stránku hry, obsahuje nové zbraně a upravuje mechaniky se zbraněmi.